# James Haldenston
James Haldenston (... – Saint Andrews, 18 luglio 1443) è stato un religioso scozzese, ha ricoperto il titolo di priore della cattedrale di Saint Andrews, una delle più importanti istituzioni religiose cattoliche della Scozia di quel tempo, titolo detenuto tra il 1417 ed il 1443.

## Biografia
Nato agli inizi del XIV secolo in qualche parte imprecisata del Fife orientale, divenne monaco agostiniano e a partire dal 17 settembre 1412 ottenne il bachelor in teologia ed in seguito la laurea magistrale il 21 giugno 1414. A partire dal 1417 divenne dottore e frequentò con molta probabilità l'Università di Parigi, non prima di diventare canonico presso la Cattedrale di Saint Andrews.